# Ciuc-bjergene
Ciuc-bjergene (rumænsk Munții Ciucului, ungarsk Csíki-havasok) er en mellemhøj række af bjerge i Harghita-distriktet i Transsylvanien, Rumænien. Geologisk hører de til Căliman-Harghita-bjerggruppen i de indre Østlige Karpater. Inden for Rumænien er det dog traditionelt at opdele Østkarpaterne (Carpații Orientali) i tre geografiske grupper (nord, centrum og syd) i stedet. Den rumænske kategorisering omfatter Ciuc-bjergene inden for de centrale Karpater i Moldavien og Transsylvanien (Grupa Centrală, Carpaţii Moldo-Transilvani ). Floden Trotuș har sit udspring i bjergene. Den højeste top er Noșcolat på 1.553 m.